# 蘇民瞻
蘇民瞻（1546年—1606年），字君惠，號岱桂，直隶守禦武定千户所軍籍（今惠民县）人，明朝政治人物。

## 生平
为诸生时，聘杨氏女，目双瞽，家最贫，妇翁欲罢，以妹妻之，弗许，竟纳为配。万历二十五年（1597年）丁酉科山东乡试三十七名舉人，萬曆二十九年（1601年）辛丑科進士，尝署北部，值山陵盗木狱起，株连富室，中贵方耽耽如虎，民瞻抗疏白其事，无辜始赖以安。寻恤刑山西，三十四年八月卒于平阳。著有《念生草》，崇祀乡贤。

## 家族
祖父蘇龍。父蘇桂芳。